# Sotileza
Sotileza est un roman costumbriste de l'écrivain cantabre José María de Pereda, écrit en 1885.
L'histoire se déroule dans le Santander marin des débuts du XIXe siècle et est centrée sur les amours suscitées par l'héroïne Silda, une jeune orpheline recueillie par un couple de marin de la calle Alta.